# (6560) Pravdo
(6560) Pravdo est un astéroïde de la ceinture principale.

## Description
(6560) Pravdo est un astéroïde de la ceinture principale. Il fut découvert le 9 juillet 1991 à l'observatoire Palomar par Eleanor Francis Helin. Il présente une orbite caractérisée par un demi-grand axe de 2,36 UA, une excentricité de 0,11 et une inclinaison de 23,2° par rapport à l'écliptique.

## Compléments